# Brachypodium
Brachypodium és un gènere de plantes de la família de les poàcies, ordre de les poals, subclasse dels commelínids, classe de les liliòpsides i divisió dels magnoliofitins. Als Països Catalans són oriündes les següents espècies: Brachypodium retusum, Brachypodium distachyon, Brachypodium phoenicoides, Brachypodium pinnatum, Brachypodium sylvaticum. És l'únic gènere de la tribu de les Brachypodieae.
Les plantes són anuals o perennes; rizomatosa o cespitosa. Canyes no llenyoses, ascendents, de vegades ramificades per sobre de la base; els entrenusos buits. Té les beines obertes, els marges se solapen per la seva longitud; collars sense flocs de cabell als costats; auricles absents; lígules membranoses, senceres o dentades, de vegades en breu ciliat.
Cariopsis amb àpexs peluts, estriats longitudinalment; fila lineal; embrions aproximadament de 1/6 de la longitud de la cariopsi.

## Espècies

### Espècies autòctones dels Països Catalans

#### Brachypodium distachyon
- Brachypodium distachyon (L.) Beauv. o fenàs.[cal citació] És l'únic teròfit (planta anual) autòcton d'aquest gènere, ja que les altres quatre espècies són perennes. Rarament fa més de 20 cm d'alçada. En són característiques les espiguetes aplanades i divergents (és a dir, formant un angle molt obert amb la tija). Té fulles estretes (normalment al voltant de 4 mm) i el raïm curt. Relativament comuna als prats d'herbes anuals en llocs secs, a totes les contrades de clima mediterrani dels Països Catalans.[2] Es troba des del sud d'Europa i el nord d'Àfrica fins a l'Àsia oriental i l'Índia, i també a Austràlia, algunes illes de l'Atlàntic i algunes zones d'Amèrica del nord i del sud.[3]

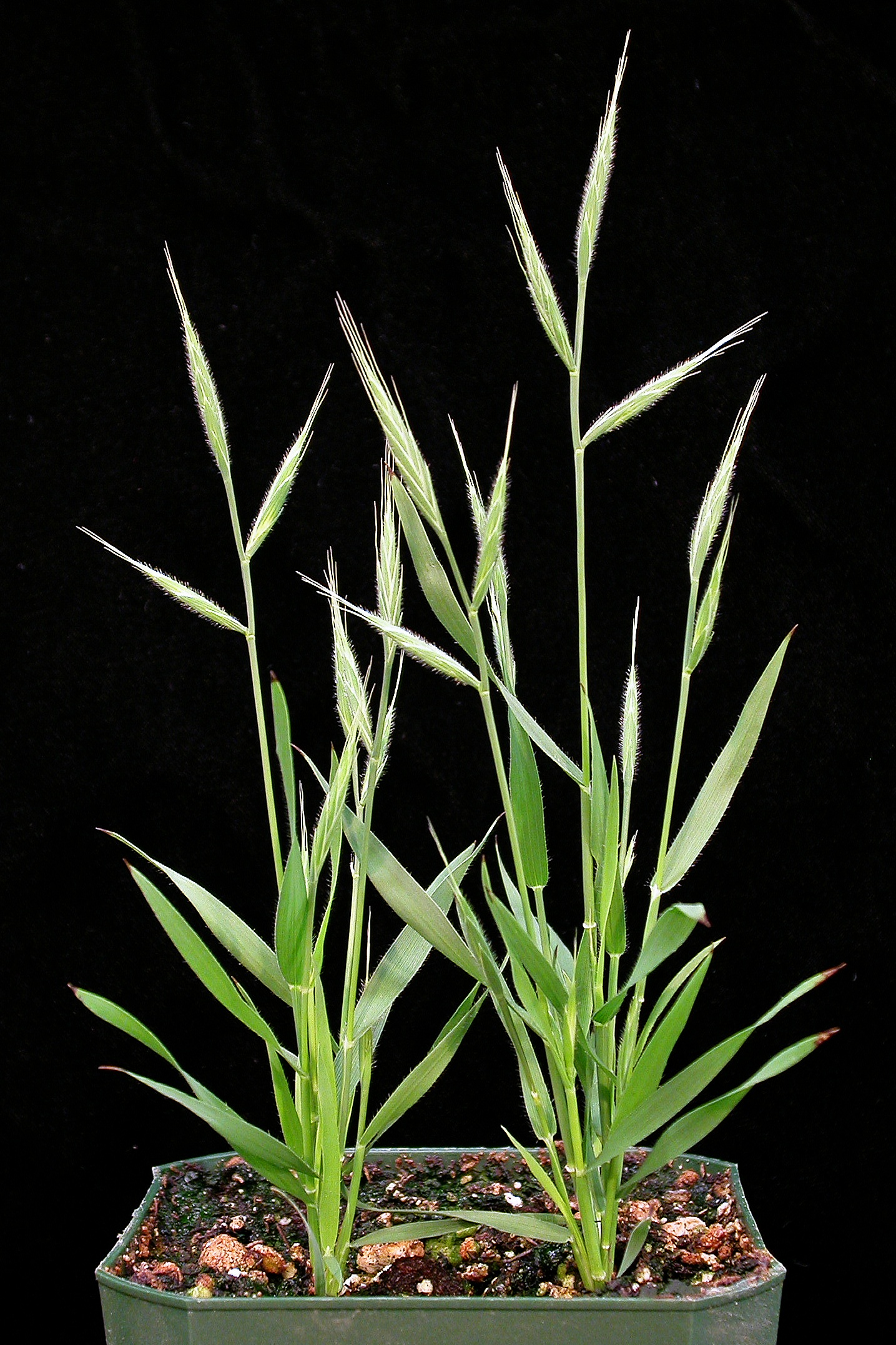
Exemplars de Brachypodium distachyon. Pareu ment en les espiguetes aplanades i divergents amb la tija (compareu amb la imatge de les espigues de fenàs de marge).

#### Brachypodium phoenicoides
- Brachypodium phoenicoides (L.) Roemer et Schultes. Fenàs de marge. Les fulles surten de la base de la planta, i són molt agudes i amb els nervis prominents, i es cargolen per un marge quan el temps és sec, formant un tub, per tal d'oferir menys superfície a l'evaporació. És un hemicriptòfit. És una herba molt comuna en marges i boscs clars, tant a Catalunya com al País Valencià i les Illes Balears. Només esdevé rara a l'extrem sud del País Valencià.[2] En general, distribuïda a tota la Mediterrània occidental i també al sud de Grècia.[4] És l'espècie dominant dels fenassars,[5] que són prats relativament secs que es formen on hi ha prou gruix de sòl.

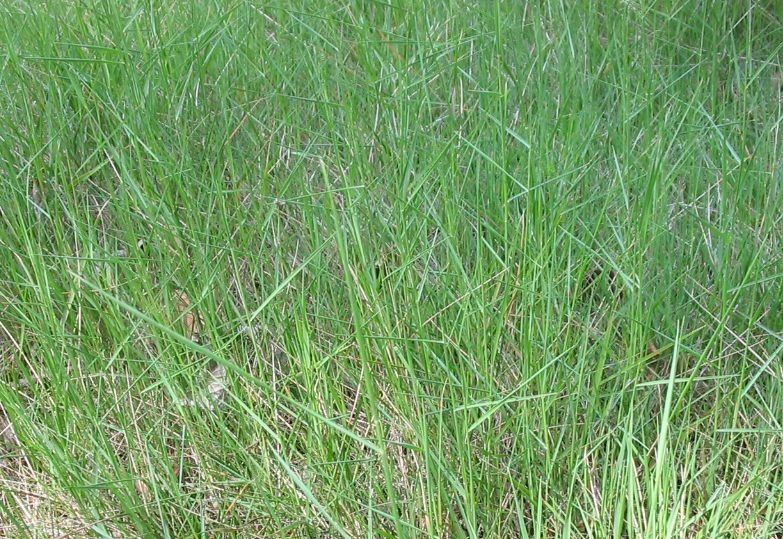
Brachypodium phoenicoides, fenàs de marge, al mes d'abril al Jardí Botànic de Madrid. Podem veure les fulles molt planes (gens convolutes), pel que podem suposar que en aquest moment no els deu faltar aigua
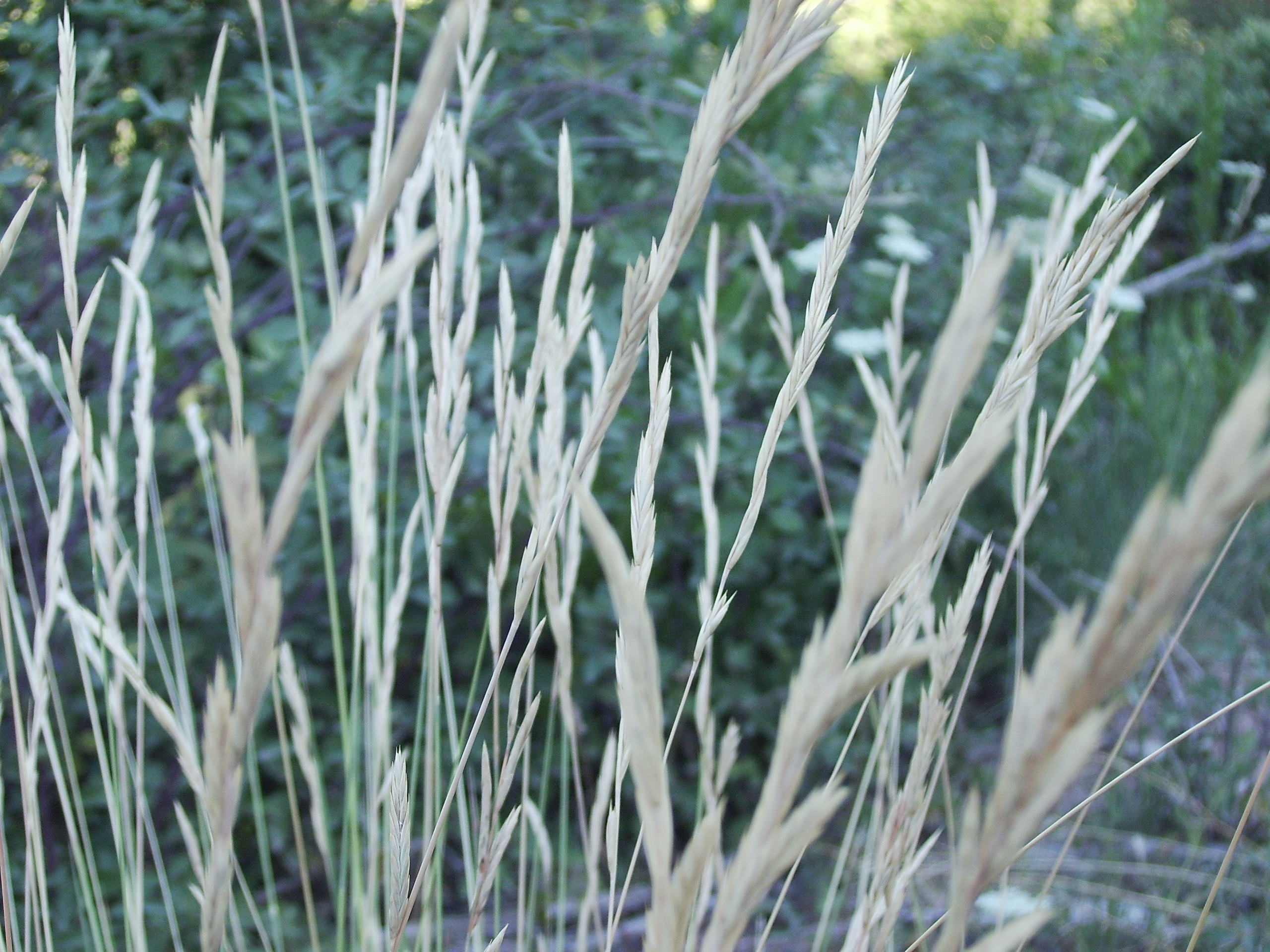
Brachypodium phoenicoides, fenàs de marge. Espigues al mes de juliol a Castelltallat
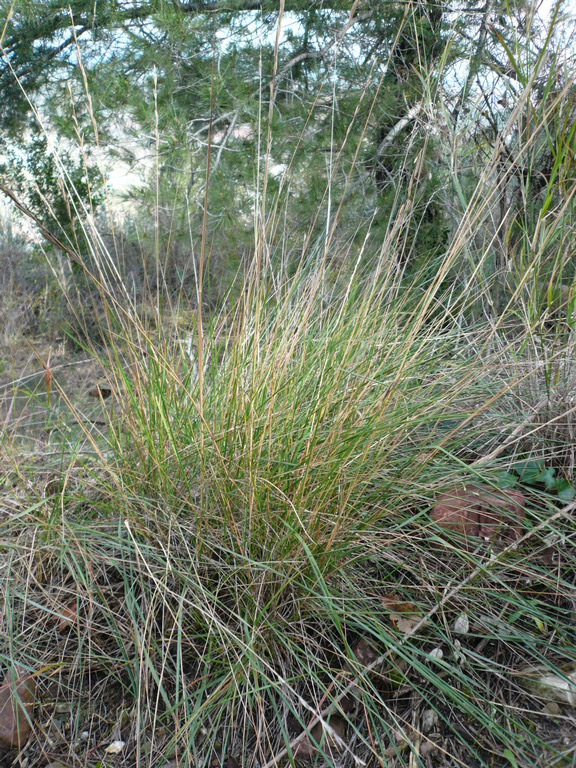
Fenàs de marge al mes de febrer, a la serra de les Torretes, Martorell (Baix Llobregat). Observeu que la planta conserva les espigues seques de l'any anterior
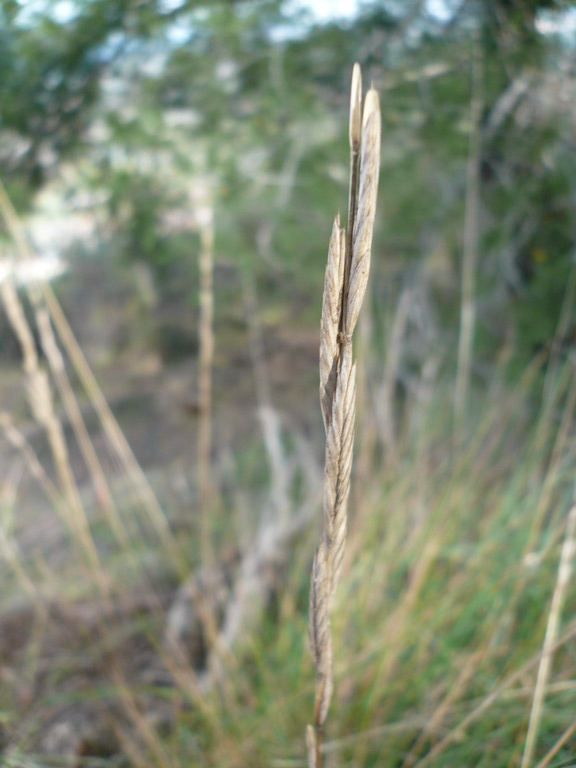
Detall d'una espiga seca de fenàs de marge, també a la Serra de les Torretes (Martorell) al febrer. Observeu que les espiguetes estan molt acostades a la tija i que les arestes són tan curtes que gairebé no s'aprecien

#### Brachypodium pinnatum
- Brachypodium pinnatum (L.) Beauv. o fenàs.[cal citació] Té les fulles basals, com el fenàs de marge, però són poc o gens convolutes, i són flàccides i amb els nervis gens prominents. Hemicriptòfit. Es troba als prats de pastura al Pirineu.[2] Força rara als Països Catalans, però distribuïda des del nord de la península Ibèrica fins al centre-sud de Sibèria, i del sud d'Escandinàvia al nord de Grècia.[4]

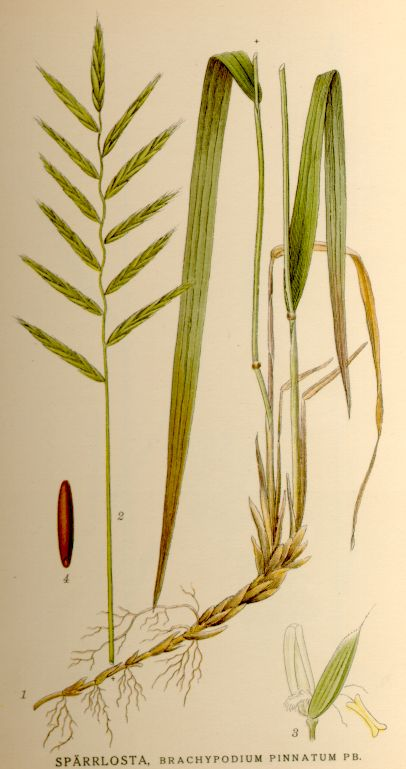
Brachypodium pinnatum
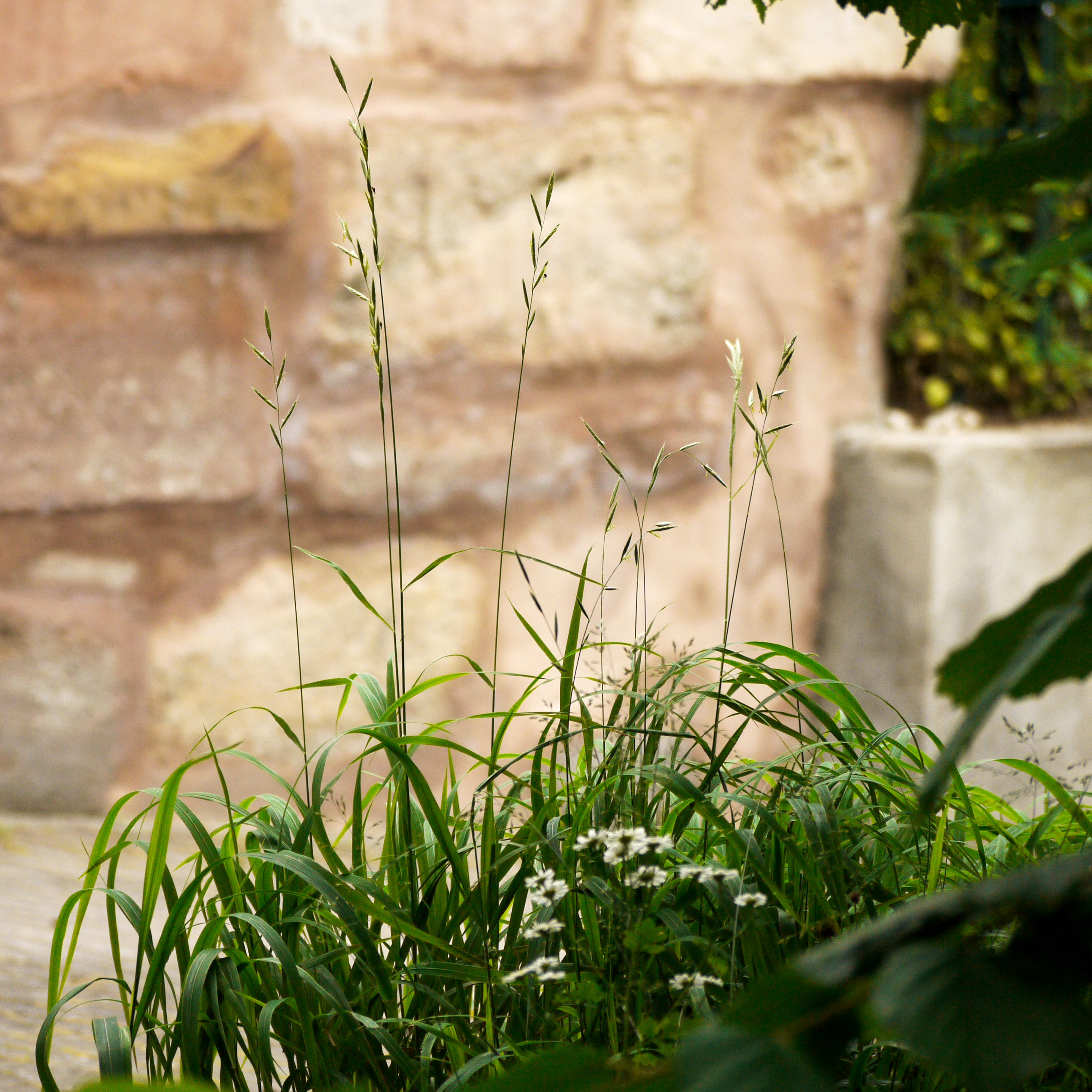
Brachypodium pinnatum

#### Brachypodium retusum
- Brachypodium retusum (Pers.) Beauv. Llistó. Té les tiges folioses ramificades, amb fulles disposades a banda i banda (dístiques), de vegades gairebé perpendiculars a la fulla. És un camèfit, o sigui, no perd les parts aèries a l'estació desfavorable. És una herba molt comuna a les contrades mediterrànies en comunitats més o menys obertes, des dels carrascars i les garrigues a diferents tipus de prats. En sòls prims i eixuts s'hi fa una comunitat, el llistonar, en què és l'espècie dominant.[5] Als Països Catalans el llistó és comú arreu, excepte cap al Pirineu, on esdevé més rar.[2] Es troba a tot el sud d'Europa, el nord d'Àfrica i el proper orient fins a Aràbia.[3]

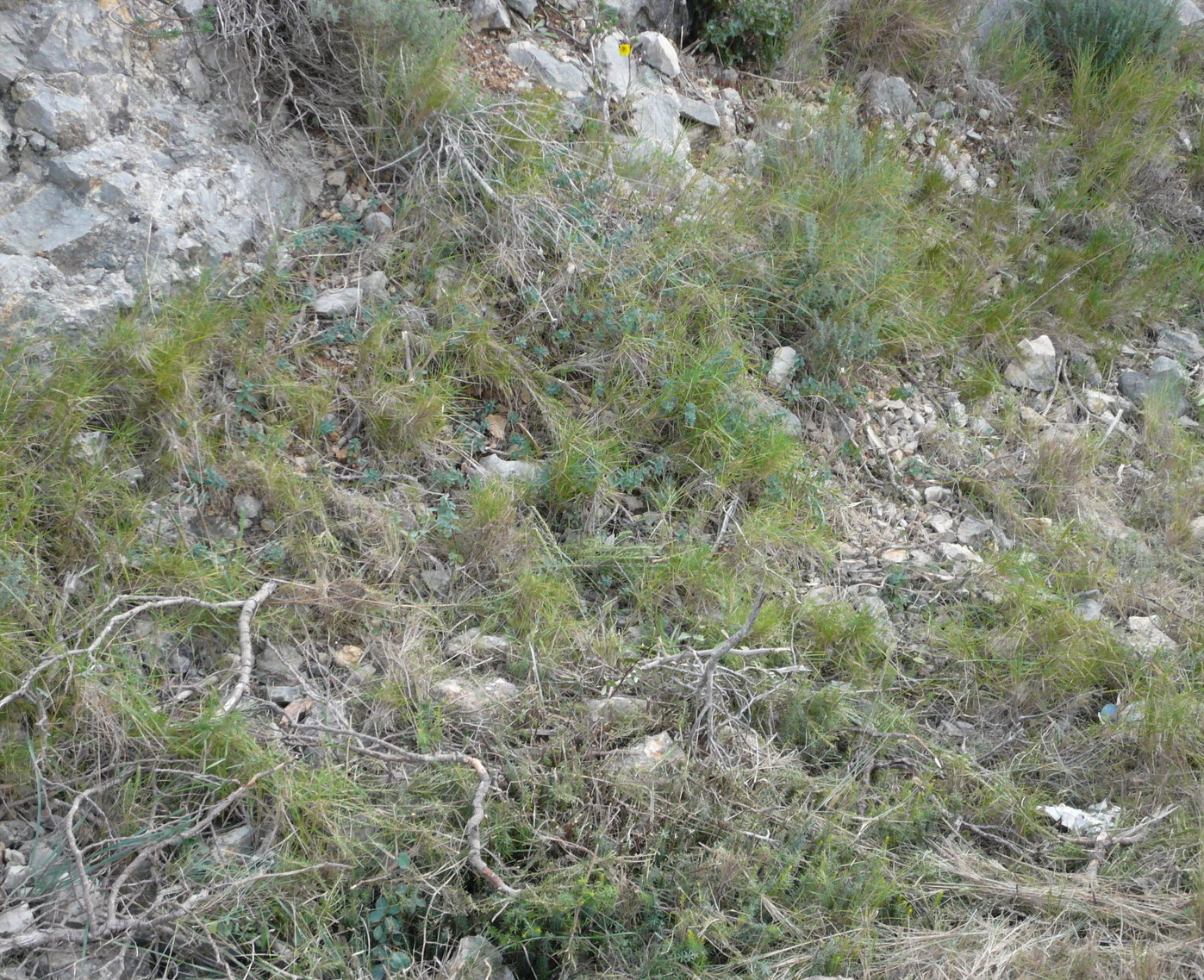
Brachypodium retusum, llistó, a Canyelles (Garraf), a l'hivern. Observeu la migradesa del sòl
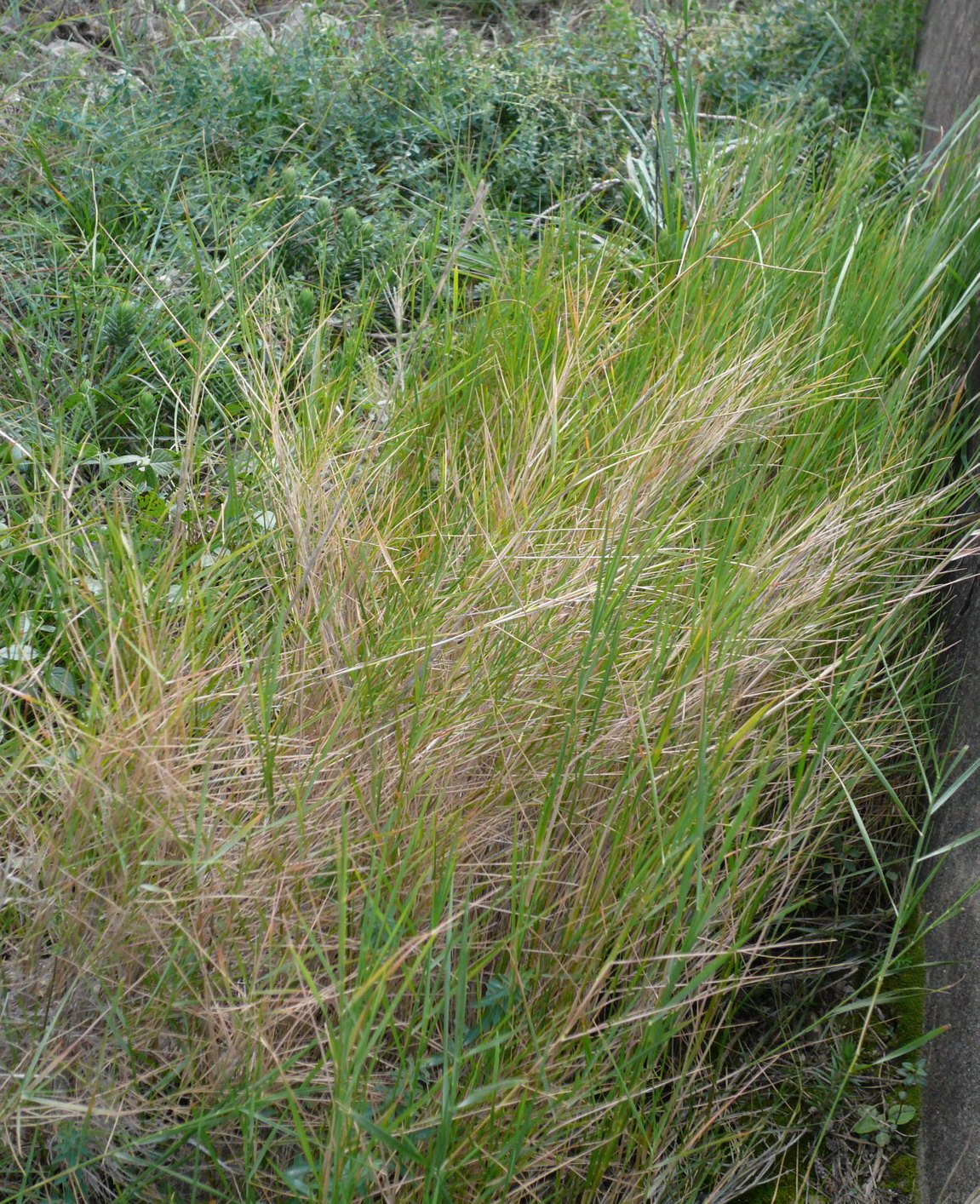
Brachypodium retusum, llistó. Aspecte d'una planta a l'hivern (també a Canyelles, Garraf)
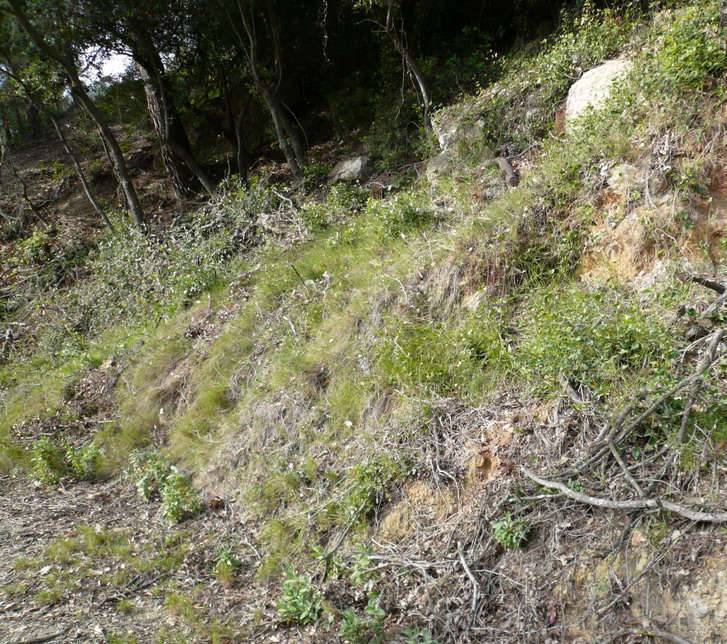
Brachypodium retusum, llistó, a la Serra de Collserola, prop de Can Sauró
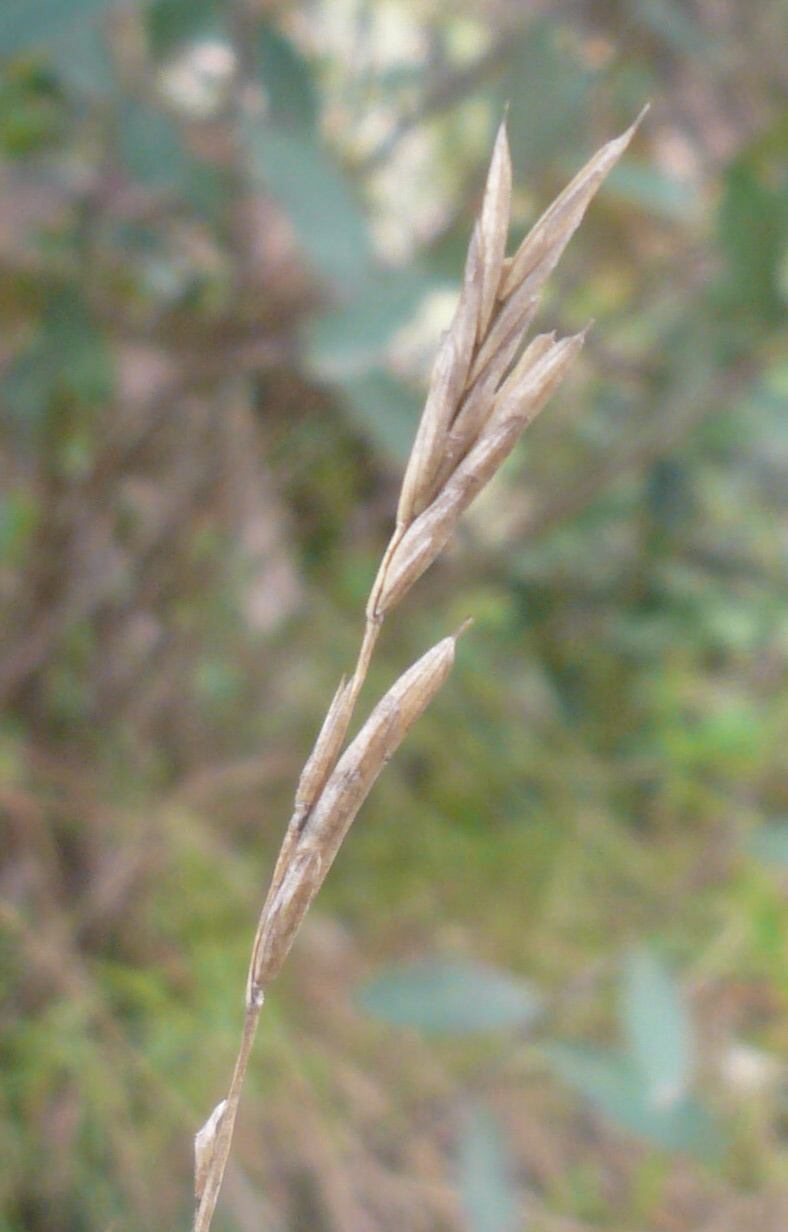
Espiguetes seques de l'any anterior, a la Serra de les Torretes, prop de Martorell

#### Brachypodium sylvaticum
- Brachypodium sylvaticum (L.) (Hudson) Beauv. Fenàs de bosc. Té les fulles amples i d'un verd franc, i no surten de la base sinó de la tija ni es troben cargolades. Molt comuna en boscos i llocs ombrívols. Hemicriptòfit. Es troba a Mallorca i Menorca, al nord i l'interior del País Valencià, i a tot Catalunya, excepte a la zona més seca de la Depressió Central.[2] Distribuït pel centre i sud d'Europa i també pel sud-est d'Àsia.[6]

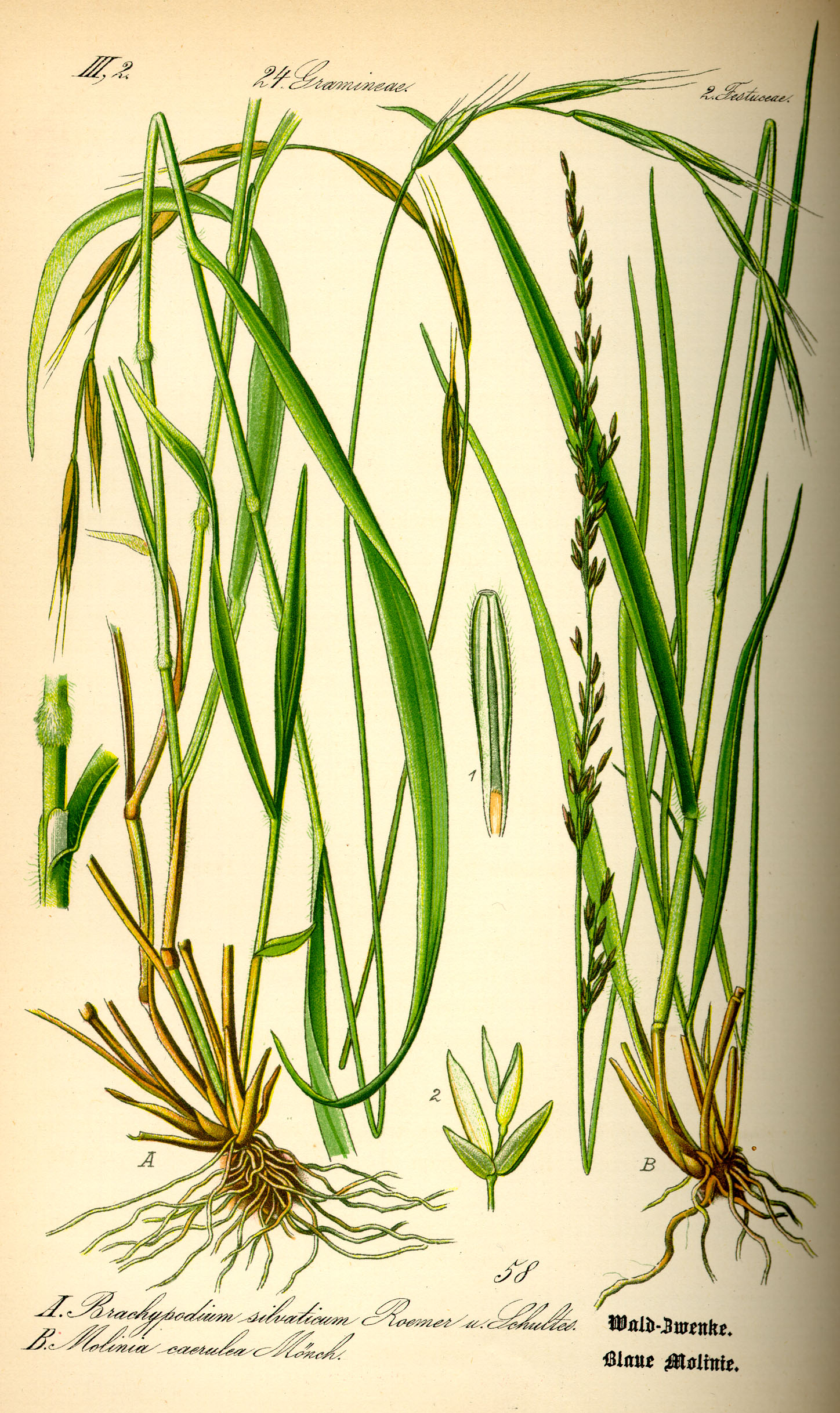
Brachpodium sylvaticum (esquerra), i Molinia caerulea (dreta)
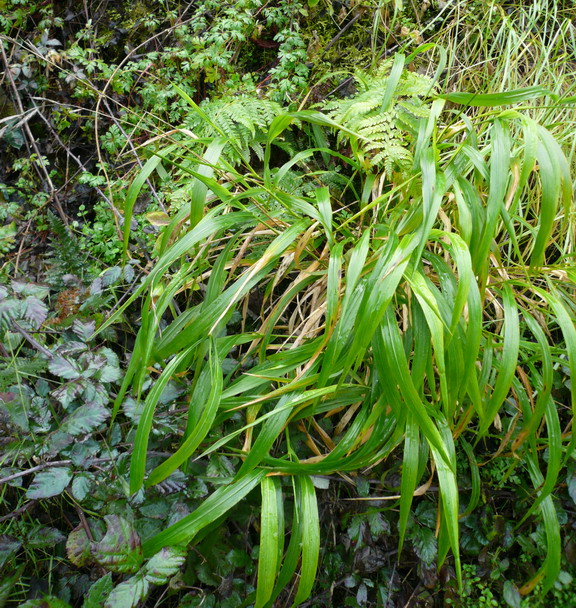
Brachpodium sylvaticum, fenàs de bosc. Aspecte de la planta a l'hivern. Observeu a l'esquerra algunes espigues seques de l'any anterior (per veure-les cal clicar sobre la imatge per ampliar-la). Serra de Collserola, prop de Sant Bartomeu de la Quadra.
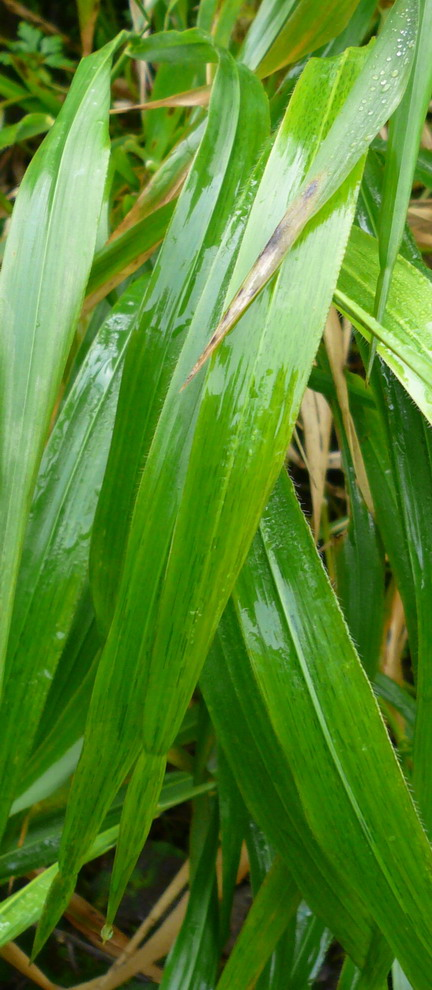
Brachpodium sylvaticum, fenàs de bosc. Detall de les fulles del mateix exemplar (Serra de Collserola, prop de Sant Bartomeu de la Quadra).
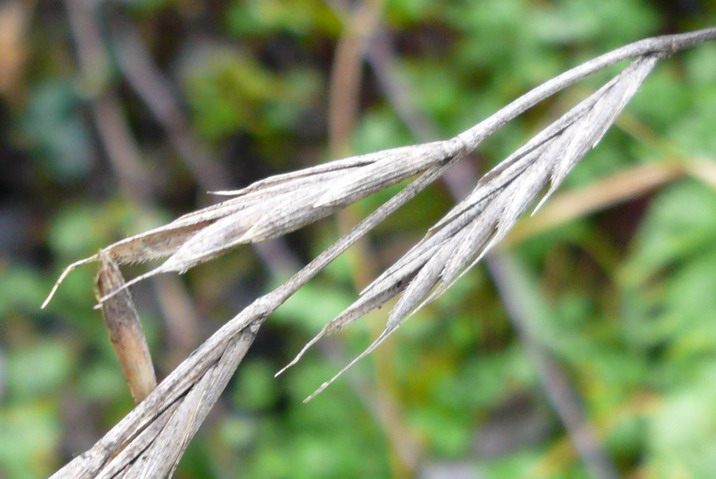
Brachpodium sylvaticum, fenàs de bosc. Detall de l'aspecte hivernal de les espiguetes de l'any anterior. Observeu la llargada de les arestes (els filaments llargs), que és un dels trets que distingeix aquesta espècie, ja que les altres espècies autòctones (excepte B. distachyon) tenen l'aresta clarament més curta que la glumel·la inferior.

### Espècies
Llista d'espècies del gènere:
- Brachypodium arbusculum
- Brachypodium bolusii
- Brachypodium cespitosum
- Brachypodium distachyon
- Brachypodium distachyum
- Brachypodium durum
- Brachypodium firmifolium
- Brachypodium flexum
- Brachypodium glaucovirens
- Brachypodium humbertianum
- Brachypodium japonicum
- Brachypodium kawakamii
- Brachypodium kotschyi
- Brachypodium longearistatum
- Brachypodium madagascariense
- Brachypodium mexicanum
- Brachypodium mucronatum
- Brachypodium perrieri
- Brachypodium phoenicoides
- Brachypodium pinnatum
- Brachypodium pratense
- Brachypodium pringlei - Distribuïda a Mèxic[3]
- Brachypodium retusum
- Brachypodium rupestre
- Brachypodium sylvaticum

## Sinònims
Brevipodium Á. Löve & D. Löve, 
Trachynia Link, 
Tragus Panz.